# Balhae Hill
Der Baekdu Hill ist ein 206 m hoher Hügel auf King George Island im Archipel der Südlichen Shetlandinseln. Auf der Barton-Halbinsel ragt er östlich des Araon Valley und südöstlich des Baekdu Hill auf.
Südkoreanische Wissenschaftler benannten ihn nach dem Königreich Balhae, das von 669 bis 926 im Gebiet des heutigen Nordkoreas bestand.